# 広島県道65号大崎上島循環線
広島県道65号大崎上島循環線（ひろしまけんどう65ごう おおさきかみじまじゅんかんせん）は、広島県豊田郡大崎上島町を通る県道（主要地方道）である。

## 概要
大崎上島を右回りで一周する。

### 路線データ
- 起点：豊田郡大崎上島町大串・大串港
- 終点：豊田郡大崎上島町大串字恋地
- 総延長：32.9 km
- 実延長：総延長に同じ

## 歴史
- 1960年10月10日 - 広島県告示第682号により広島県道281号大崎上島循環線として認定される。
- 1964年4月1日 - 沿線にある豊田郡東野村が町制施行して豊田郡東野町に移行する。
- 1972年11月1日 - 広島県の県道番号再編により広島県道356号大崎上島循環線に改称する。
- 1982年4月1日 - 建設省（当時）告示第694号により広島県道356号大崎上島循環線が主要地方道に指定される。
- 1993年（平成5年）5月11日 - 建設省から、県道大崎上島循環線が大崎上島循環線として主要地方道に再指定される[1]。
- 2003年4月1日 - 大崎上島にあった豊田郡大崎・木江・東野各町が対等合併して豊田郡大崎上島町が発足したことに伴い全線が豊田郡大崎上島町のみを通る路線になり、併せて起終点の地名表記が変更される（豊田郡大崎町大串→豊田郡大崎上島町大串）。

## 路線状況
特に旧木江町中心部以北の東岸部に狭隘区間が残っており、各フェリーターミナル（大西・白水など）にその旨を注意する標識が立てられている。

### トンネル
- 恋地トンネル（豊田郡大崎上島町明石 - 豊田郡大崎上島町大串間、延長：606m）

## 地理

### 通過する自治体
- 豊田郡大崎上島町

### 交差する道路
- 広島県道357号大西大西港線（豊田郡大崎上島町中野）
- 広島県道358号大田木ノ江線（豊田郡大崎上島町東野字大田）
- 広島県道358号大田木ノ江線（豊田郡大崎上島町木江）

### 沿線にある施設など
- 大串港
- 大崎上島町役場 大崎支所
- 広島県立大崎海星高等学校
- 広島商船高等専門学校
- 大崎上島町役場
- 白水港
- 鮴崎郵便局【北緯34度16分41.4秒 東経132度56分24.1秒 / 北緯34.278167度 東経132.940028度】
- 大崎上島町役場 木江支所
- 広島県警察 竹原警察署大崎上島分庁舎

### 名所・旧跡・観光地
- きのえ温泉